# کرمجیت انمول
کرمجیت انمول (به انگلیسی: Karamjit Anmol) (زاده ۲ ژانویهٔ ۱۹۷۲) بازیگر، خواننده، کمدین و تهیه‌کننده هندی است.
از کارهای معروف او می‌توان به بازی در فیلم افسر اشاره کرد.

## فیلم‌شناسی
فهرست برخی از فیلم‌هایی که کرمجیت انمول در آن‌ها به ایفای نقش پرداخته است:
- دو.دی-۲۰۰۹
- حمل جاتا-۲۰۱۲
- جات جیمز باند-۲۰۱۴
- دو مشکل دی-۲۰۱۴
- شوهر دست دوم-۲۰۱۵
- سینگ بله می‌گوید-۲۰۱۵
- آمبارساریا-۲۰۱۶
- افسر-۲۰۱۸
- پرنده خمیری-۲۰۱۸